# Hattrick
|  | Aquest article tracta sobre hattrick, el joc . Vegeu-ne altres significats a «Hat trick». |

Hattrick és un joc en línia de futbol creat a Suècia el 1997 que el 2006 va superar els 900.000 usuaris.
La seu del joc es troba a Suècia, però també és llargament seguit en altres estats com Espanya, Països Baixos, Bèlgica, Argentina, Suïssa, Singapur, Colòmbia… i així fins a un total de més de 120 països, a més a més el joc està disponible en 45 idiomes i juguen més de 920.000 usuaris. A més, paral·lelament a la pàgina oficial, s'ha creat una gran comunitat en línia formada per fòrums, pàgines d'equips i programes d'ajuda en l'administració dels equips.
El seu funcionament és simple. Després del registre, al jugador se li assigna un equip amb una sèrie de jugadors. Aquests tenen unes habilitats escollides a l'atzar. A partir d'aquí s'obre un ventall immens de possibilitats: des de la compravenda de jugadors, a la decisió d'alineacions, la contractació d'assistents i economistes i, fins i tot, l'ampliació de l'estadi.
Les categories estan organitzades per estats i de forma piramidal. Així només hi ha una lliga de primera categoria, però centenars de "novena". Cadascuna d'elles té 8 equips i, per tant, la durada d'una temporada és de 14 setmanes més dues de preparació. Els partits de lliga es juguen al cap de setmana, depèn de la divisió i el país, i els de copa o els amistosos el dimecres.
A més de les competicions estatals hi ha les competicions de seleccions on els millors jugadors de cada estat s'enfronten entre ells. I fins i tot hi ha una competició anomenada Hattrick Masters, en la qual els millors equips de cada país competeixen amb els seus respectius jugadors per tal d'assolir el lloc de campió del món a Hattrick, per tant és comparable amb la Lliga de campions a la realitat.
El joc ofereix per un mòdic preu, a més, l'opció de subscriure's, fet que li confereix una nova dimensió. Si bé no suposa cap avantatge de cara al joc, permet opcions tan atractives com assignar un escut a l'equip, canviar-li l'equipació, assignar dorsals als jugadors o tenir accés a estadístiques més detallades del rendiment.